# Iridomyrmex bicknelli
Iridomyrmex bicknelli är en myrart som beskrevs av Carlo Emery 1898. Iridomyrmex bicknelli ingår i släktet Iridomyrmex och familjen myror.

## Underarter
Arten delas in i följande underarter:
- I. b. azureus
- I. b. bicknelli
- I. b. brunneus
- I. b. formosae
- I. b. luteus
- I. b. splendidus